# Epitaph (német együttes, 1969)
Az Epitaph egy német rockzenekar, mely 1969 telén alakult Dortmundban. Első lemezük 1971 őszén jelent meg.

## Tagjai
- Cliff Jackson - elektromos és akusztikus gitár, vokál
- Bernd Kolbe - elektromos basszusgitár, vokál
- Heinz Glass - elektromos gitár
- Achim Poret - dob és ütőhangszerek

## Diszkográfia
- Epitaph (1971)
- Stop, Look and Listen (1972)
- Outside The Law (1974)
- Return to Reality (1979)
- Handicap Vol. I (1979)
- See You in Alaska (1980)
- Handicap Vol. II (1980)
- Live (1981)
- Danger Man (1982)
- Resurrection (2001)
- Live in the 21st Century (2001)
- Remember the Daze (2007)
- Live at Rockpalast (2007)
- Dancing with Ghosts (2009)